# Bălcești
Bălcești es una ciudad con estatus de oraș de Rumania ubicada en el distrito de Vâlcea.
Según el censo de 2011, tiene 4864 habitantes, mientras que en el censo de 2002 tenía 5780 habitantes. La mayoría de la población es de etnia rumana (92,76 %), con una minoría de gitanos (2,07 %).
La mayoría de los habitantes son cristianos de la Iglesia Ortodoxa Rumana (94,49 %).
Adquirió rango urbano en 2002. Los pueblos de Benești, Cârlogani, Chirculești, Gorunești, Irimești, Otetelișu, Preoțești y Satu Poieni son pedanías de la ciudad.
Se ubica sobre la carretera 65C, unos 40 km al noreste de Craiova.